# Plugs for the Program
Plugs for the Program is een ep van de Amerikaanse indierock-muziekgroep Guided by Voices. Het nummer verscheen tevens op cd.

## Tracklist
1. Surgical Focus (Remix)
2. Sucker of Pistol City
3. Picture Me Big Time (Demo)